# Périers
Périers is een gemeente in het Franse departement Manche (regio Normandië). De plaats maakt deel uit van het arrondissement Coutances. Périers telde op 1 januari 2022 2.355 inwoners.

## Geografie
De oppervlakte van Périers bedroeg op 1 januari 2022 14,62 vierkante kilometer; de bevolkingsdichtheid was toen 161,1 inwoners per km².

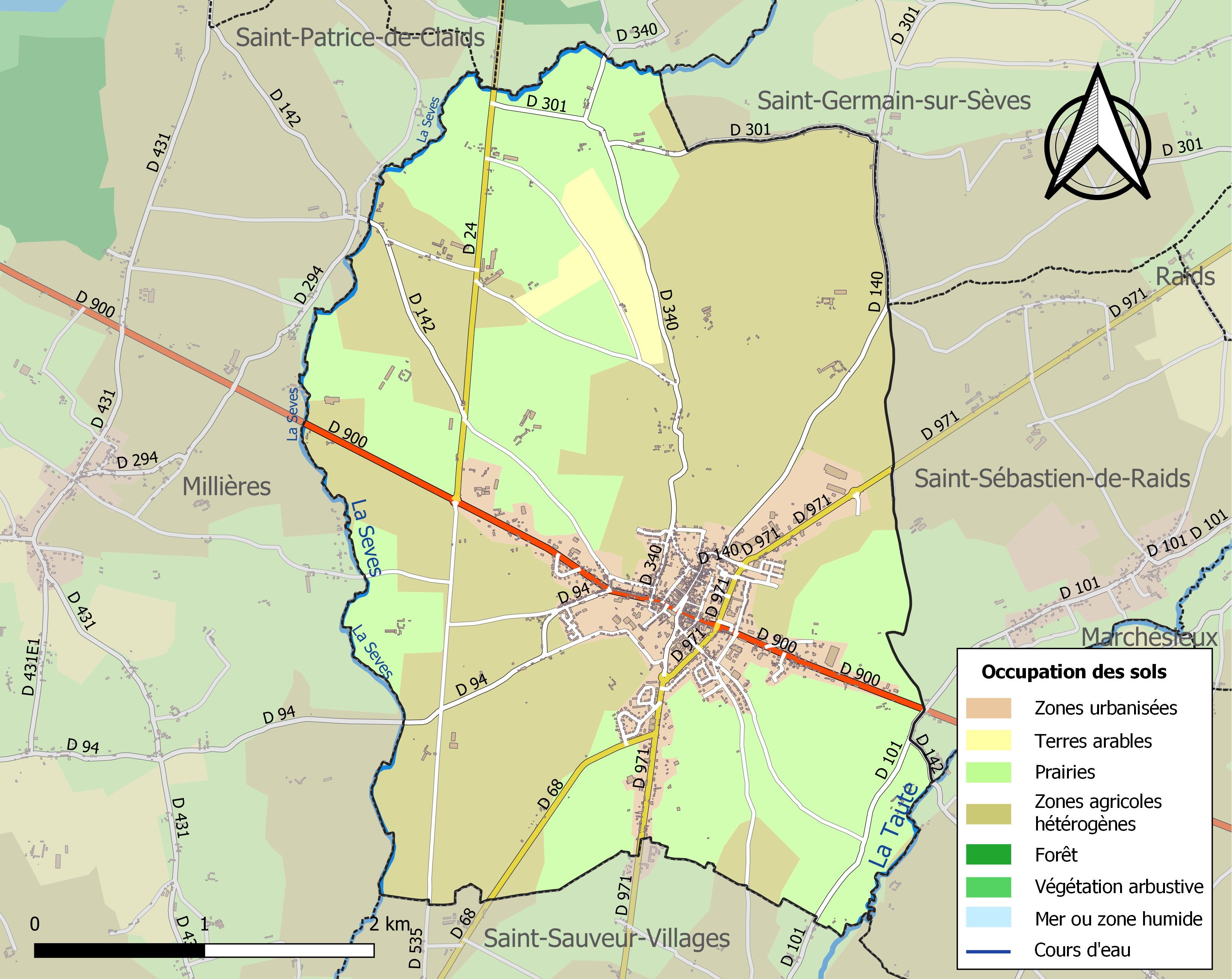
Kaart van de gemeente met de belangrijkste infrastructuur, bodemgebruik en omliggende gemeenten

## Demografie
Onderstaande figuur toont het verloop van het inwonertal (bron: INSEE-tellingen).